# Ko Hyung-jin
Ko Hyung-jin (고형진; sinh ngày 20 tháng 6 năm 1982) là trọng tài quốc tế FIFA người Hàn Quốc kể từ năm 2009. Ông đã từng mắc sai lầm khi không công nhận bàn thắng của Amir Arsalan Motahari trong trận đấu giữa Esteghlal và Al Ahli FC tại AFC Champions League 2020.

## Trận đấu đã bắt chính
| Cúp bóng đá châu Á 2019 | Cúp bóng đá châu Á 2019 | Cúp bóng đá châu Á 2019 | Cúp bóng đá châu Á 2019 |
| Ngày                    | Trận đấu                | Địa điểm                | Vòng                    |
| ----------------------- | ----------------------- | ----------------------- | ----------------------- |
| 9 tháng 1 năm 2019      | Uzbekistan – Oman       | Sân vận động Sharjah    | Vòng bảng               |